# Брауде, Михаил Зосимович
Михаил Зосимович Брауде (5 сентября 1907, Нижний Новгород — 13 июня 1981, Владимир) — советский хозяйственный, государственный и политический деятель.

## Биография
Родился в 1907 году в Нижнем Новгороде. Член КПСС.
С 1929 года — на хозяйственной, общественной и политической работе. В 1929—1974 гг. — секретарь Улан-Удэнского горкома КП(б), секретарь Бурят-Монгольского обкома КП(б), директор стеклозавода имени Дзержинского в городе Гусь-Хрустальном, начальник управления «Владимирстекло»
За разработку и внедрение в производство сортовой посуды способа непрерывной варки и выработки изделий из свинцового хрусталя и цветных стёкол, окрашенных окислами редкоземельных металлов, был в составе коллектива (руководитель — Иринарх Алексеевич Фигуровский) удостоен Государственной премии СССР в области науки и техники 1971 года.

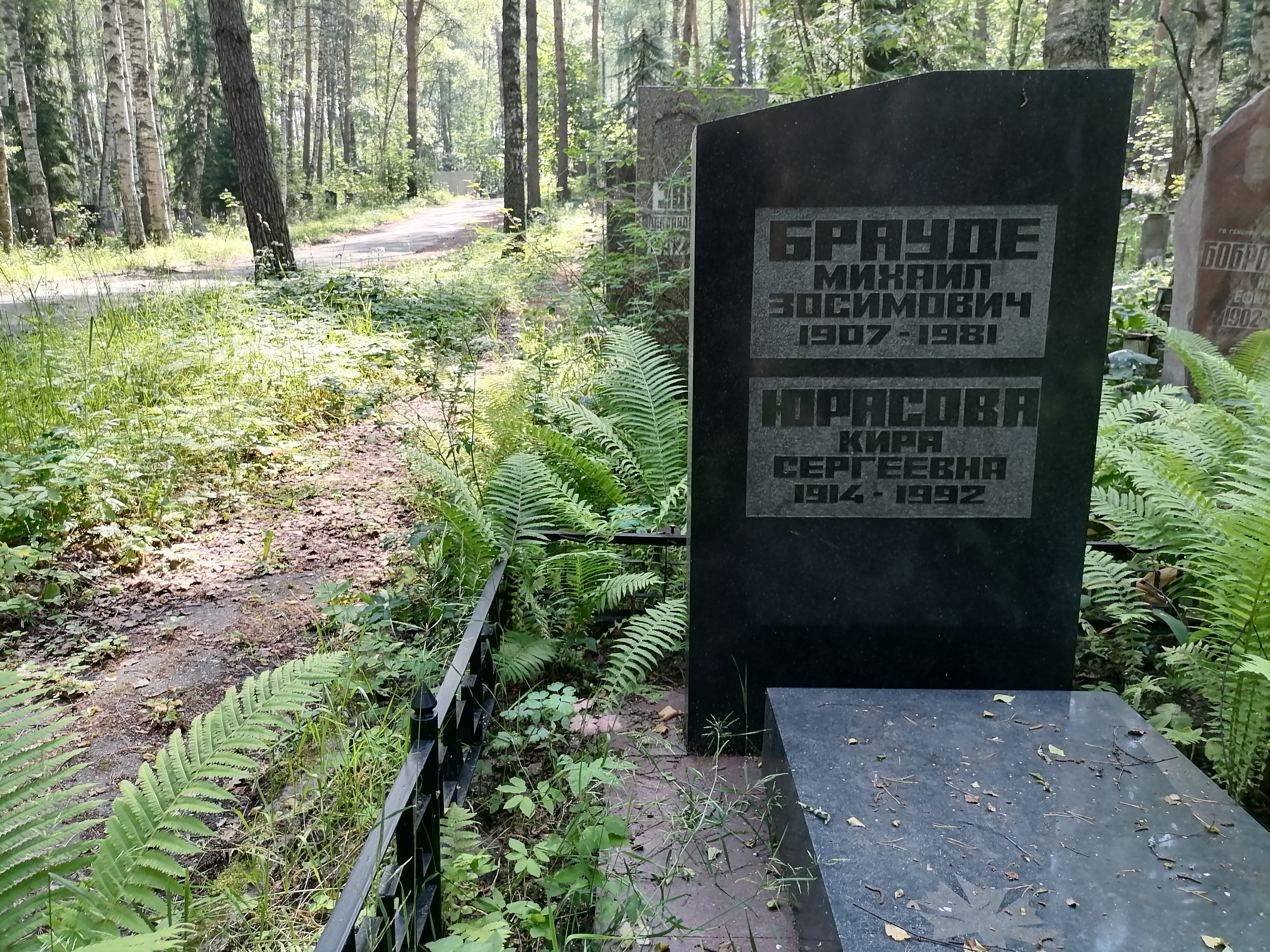
Могила М. Брауде на кладбище «Байгуши»

Умер во Владимире в 1981 году. Похоронен кладбище «Байгуши» под Владимиром.